# Privatrechtlicher Rundfunk
Privatrechtlicher Rundfunk ist das durch privatrechtlich organisierte Unternehmen veranstaltete Privatradio oder Privatfernsehen. Gegensatz ist der öffentlich-rechtliche Rundfunk. In Ländern mit beiden Rundfunksystemen wird er meist als zweite Säule des Dualen Rundfunksystems aufgefasst.

## Geschichte in den USA

### Privatradio
Die erste privatrechtliche Sendelizenz erhielt am 27. Oktober 1920 die US-amerikanische Radiostation mit den „Call letters“ KDKA in Pittsburgh, sie ging am 2. November 1920 auf Sendung. Die ersten privaten amerikanischen Radiostationen finanzierten sich nicht durch Radiowerbung, sondern gehörten entweder einem Hersteller von Radiogeräten oder Zeitungen, die die Finanzierung der Sender übernahmen. Die jeweiligen Eigentümer nutzten deshalb ihre Privatradiostation als Werbevehikel für ihre eigenen Produkte. Die erste, von Dritten bezahlte Radiowerbung strahlte am 28. August 1922 WEAF in New York City aus. 1940 gab es bereits 705 kommerzielle Radiostationen. Seither haben sich Radiostationen in den USA als Werbeträger etabliert und damit die Einnahmen hieraus zur Hauptquelle ihrer Finanzierung gemacht. Daraus ist ihre Bezeichnung als kommerzieller Rundfunk oder Fernsehen entstanden.

### Privatfernsehen
Die am 19. Juni 1934 gegründete Zulassungsbehörde Federal Communications Commission (FCC) erteilte der NBC und CBS Corporation in New York parallel am 1. Juli 1941 die ersten Sendelizenzen für kommerzielles Fernsehen. Bereits am Nachmittag des 1. Juli 1941 sendete die zur NBC gehörige Station WNBT (jetzt: WNBC) eine erste Uhrenwerbung. Im Jahre 1949 gab es in den USA 69 privat organisierte Fernsehsender, 1959 waren es bereits 566. Die erste private kanadische TV-Station CKSO in Greater Sudbury startete im Oktober 1953.

### Öffentlicher Rundfunk und Fernsehen
Der amerikanische Public Broadcasting Service (PBS) als öffentlich finanzierter Rundfunk entstand erst am 3. November 1969 und sollte alle öffentlichen Stationen zu einem nationalen Network vereinen; 349 Stationen gehörten dazu. Deren Finanzierung erfolgt durch die CPB (Corporation for Public Broadcasting), doch der größte Teil stammt auch hier aus privaten Quellen, nämlich den Spenden durch Fernsehzuschauer und Sponsoring. Es sollte „Nischenprogramme“ anbieten, die den kommerziellen Stationen nicht profitabel erschienen. Am bekanntesten ist die Sesamstraße. Das National Public Radio entstand erst am 24. Februar 1970 mit 800 angeschlossenen Stationen, finanziert von Firmen und Stiftungen.

## Rechtsfragen
Weltweit gibt es staatliche Behörden, die sowohl den öffentlich-rechtlichen als auch den privaten Sendern eine Zulassung erteilen. Diese Behörden fungieren als Aufsichtsbehörde, die die Regulierung des Rundfunks wahrnehmen. In Deutschland übernehmen die Landesmedienanstalten diese Aufgabe. Die erteilte Sendelizenz ist an eine Vielzahl von Bedingungen geknüpft.
So ist in Deutschland für das Betreiben eines Privatfernsehens medienrechtlich eine Zulassung durch die jeweils zuständige Landesanstalt für Medien erforderlich (z. B. § 4 Abs. 1 Landesmediengesetz Nordrhein-Westfalen; LMG NRW), dessen Zulassungsvoraussetzungen in den §§ 5 und 6 dieses Gesetzes geregelt sind. Dabei muss sich der Veranstalter für eine der Programmkategorien, also insbesondere Vollprogramm oder Spartenprogramm, entscheiden (§ 3 Abs. 2 Nr. 2 LMG NRW). Wesentlicher Unterschied zwischen öffentlich-rechtlichem Fernsehen und Privatfernsehen ist formal, dass das jeweilige Landesmediengesetz ausschließlich für den privat-rechtlichen Rundfunk gilt (§ 1 Abs. 3 LMG NRW). Die Aufsicht für den öffentlich-rechtlichen Rundfunk hingegen ist landesgesetzlich geregelt; so übt die Rechtsaufsicht über den WDR nach § 54 Abs. 1 WDR-Gesetz der Ministerpräsident des Landes NRW aus. Die privatrechtlichen Anbieter unterliegen anders als die bundesdeutschen öffentlich-rechtlichen Rundfunkanstalten keinem gesetzlichen Programmauftrag. Zudem bestehen gravierende wirtschaftliche Unterschiede. Da den Privatveranstaltern kein Anteil an den Rundfunkgebühren zusteht, sind sie überwiegend auf Werbeeinnahmen und/oder den Einnahmen aus Kundenabonnements angewiesen. Die Werbezeiten sind hier zwar auch nicht unbegrenzt, doch wesentlich umfangreicher als beim öffentlichen Rundfunk.

## Deutschland

### Radiowerbung
Im Mai 1924 genehmigte die Reichspost den Regionalgesellschaften die so genannten „Radio-Inserate“, doch durften die „Inserate aus der Luft“ nur „in mäßigem Umfange und allervorsichtigster Form“ gesendet werden. Unter allen Umständen müsse „vermieden werden, dass die kulturelle Bedeutung des Rundfunks durch die Ausübung von Reklame beeinträchtigt wird.“ Die „Deutsche Reichs-Postreklame GmbH“ war in die Abwicklung der Rundfunkwerbung eingeschaltet. Am 1. Juli 1924 strahlte die schlesische „Funkstunde Breslau“ die erste Werbung aus. Der zunächst von privaten Veranstaltern organisierte Rundfunk wurde am 27. Juli 1932 verstaatlicht. Nach der geltenden Rundfunkordnung übernahm der Staat die Aufsicht über die knapp 30 Rundfunksender, kontrollierte deren Programm und übernahm das Eigentum.

### Privatradio
Der älteste private Hörfunksender in Deutschland ist der am 1. April 1955 gegründete Europe 1, der seine Entstehung dem besonderen Statut des Saarlandes in den Jahren 1947 bis 1956 verdankt. Er sendet von Felsberg-Berus ein französischsprachiges Programm auf der Langwellenfrequenz 183 kHz. Im Unterschied zu den anderen Privatradios in Deutschland, die seit den 1980er Jahren hinzukamen, betreibt Europe 1 seine Sendeanlage in Eigenregie.
Die erste private Radiostation auf UKW bzw. innerhalb eines Kabelgebietes (Ludwigshafen/Vorderpfalz) war Radio Weinstraße, das am 1. Januar 1984 seinen Sendebetrieb in der Vorderpfalz im Rahmen des Kabelpilotprojekts Ludwigshafen in der Anstalt für Kabelkommunikation (AKK) auf 104,35 MHz startete. RADIO 4 in Ludwigshafen (Rheinland-Pfalz) war der erste landesweite private Radiosender; er ging am 30. April 1986 auf Sendung. Der Sender war zunächst eine Veranstaltergemeinschaft von Radio RPR, Pro Radio4, Linksrheinischer Rundfunk und RADIO´85, später integrierte Radio RPR die anderen drei Veranstalter und hieß seitdem nur noch Radio RPR. Radio Schleswig-Holstein (R.SH), der zweite landesweite private Radiosender, nahm am 1. Juli 1986 sein Programm als mit einem 24-Stunden-Vollprogramm auf. 2009 gab es 19 bundesweite, 55 landesweite und 158 lokale oder regionale Privatstationen.

### Privatfernsehen
Der erste Privatfernsehsender in Deutschland war Sat.1, der am 1. Januar 1984 auf Sendung ging und ursprünglich Leo Kirch/Axel Springer gehörte. Am nächsten Tag, dem 2. Januar 1984, hatte RTL plus aus Luxemburg Sendebeginn. Nach diesen Pioniersendern des Privat-TV mit Vollprogramm gründeten sich weitere private Fernsehsender, die sich teilweise mit Spartenprogrammen wie Nachrichten (n-tv, November 1992; ursprünglich VOX, Januar 1993; oder N24 Januar 2000) oder Musik (VIVA Deutschland, Dezember 1993) spezialisierten. Die bundesweiten kommerziellen Fernsehsender gehören zwei Medienkonzernen an, nämlich entweder der RTL-Gruppe (Bertelsmann) mit RTL Television, RTL II, Super RTL, VOX und n-tv oder der ProSiebenSat.1 Media mit ProSieben, Sat.1 und Kabel1. 2006 gab es 50 werbefinanzierte regionale Fernsehsender und 37 regionale Anbieter, die in  bundesweiten Vollprogrammen ein Fenster von mindestens 30 Minuten füllen. Hiervon unabhängig versuchen Bezahl- oder Abonnementsmodelle wie z. B. Sky Deutschland oder bestimmte Spartenkanäle, Verkaufsfernsehen (HSE24, QVC) oder Call-In (ehemals 9Live) andere Einnahmequellen zu erschließen. Nicht wirtschaftlich motiviert existiert der Nichtkommerzielle Rundfunk (NKR). Zahlreiche private Rundfunkunternehmen sind in Deutschland im Verband Privater Rundfunk und Telemedien e. V. (VPRT) organisiert.

## Schweiz
In der Schweiz gibt es 37 kommerzielle private und 8 freie Radiosender, die topografiebedingt zu 95 % über Kabel empfangen werden. Die Mittelwellennutzung und die Senderdichte sind in der Schweiz höher als in Deutschland.

## Österreich
Am 1. April 1998 ging in Österreich der Privatrundfunk flächendeckend auf Sendung, 16 Sender begannen mit der Ausstrahlung. Austria Television (ATV) begann im Januar 2000. Vertreten werden private Sender vom Verband Österreichischer Privatsender (VÖP), die freien Sender sind im Verband Freier Rundfunk Österreich (VFRÖ) und Verband Community Fernsehen Österreich (VCFÖ) organisiert. Bis dahin war die Republik bereits unter Zugzwang, der Entwicklung, dass ausländische Sender zunehmend ihr Zielpublikum in Österreich fanden, eine eigene rechtliche Grundlage für privaten Rundfunk in Österreich entgegenzusetzen. Bereits in den 1980er Jahren sendeten Programme aus dem Ausland, um Werbeeinnahmen „via Overspill abzuschöpfen“, wie z. B. in den frühen 1980er Jahren das staatliche jugoslawische Urlaubsradio Radio MM2 aus Maribor, dem der ORF mit einer benachbarten Ö3-Frequenz in der Steiermark begegnete. Die ersten privaten Programme aus Italien, die wegen ihrer exponierten Standorte in den Alpen den größten Teil Westösterreichs versorgten und bis weit nach Bayern einstrahlten, waren Radio Bavaria International und Radio Südtirol 1 (seit 1979 bzw. 1980), später Antenne Austria (seit 1989) aus Sopron in Ungarn und Radio CD (seit 1990), das von Bratislava aus Westösterreich mit Wien erreichte (mit Studio in der Lugner City), sowie weitere Sender hauptsächlich aus Italien, das wegen seiner liberalen Gesetzgebung bevorzugt Sitz von Programmen mit österreichischem Zielpublikum wurde. Heute spielen Sender aus dem Ausland nur noch eine geringe Rolle, meist in grenznahen Gebieten oder erfüllen – wie Ensemble am Chiemsee als grenzüberschreitendes Kulturradio – eine Nischenfunktion.
Die Entwicklung im Fernsehen verlief gänzlich anders. Da sich UHF-Frequenzen weniger gut für Überreichweiten eignen, wurden die ersten privaten Fernsehsender zunächst ab 1985 ohne eigene Gesetzgebung für Privatsender in die Kabelnetze eingespeist (vgl. Kabelfernsehen#Anfänge des Kabelfernsehens in Österreich). Auch das Satellitenfernsehen stand in dieser Zeit bereits mit privaten Programmen zur Verfügung, bevor der Markt 1998 auch für inländische Anbieter geöffnet wurde. Das erste private Österreichische Fernsehprogramm Salzburg TV, aus dem das spätere ServusTV hervorging, begann den Sendebetrieb 1995 zunächst als Piratensender.